# John Huh
John Huh (New York, 21 mei 1990) is een Amerikaanse golfprofessional.

## Amateur
De ouders van Huh komen uit Zuid-Korea maar woonden in New York toen hun zoontje geboren werd, Huh woonde er twaalf jaar. Daarna woonde hij in Chicago en Los Angeles. Hij ging studeren aan de California State University in Northridge maar werd al na twee weken professional.

## Professional
Huh werd in 2008 professional en speelde de eerste drie seizoenen in Korea en in 2010 en 2011 ook op de OneAsia Tour.  Daar behaalde hij in 2010 zijn eerste overwinning en werd hij Rookie van het Jaar.

Via de Tourschool, waar hij 27ste werd, kwam hij op de Amerikaanse PGA Tour terecht. Daar won hij als rookie in 2012 de Mayakoba Golf Classic. Met een par op de achtste hole versloeg hij Robert Allenby in de play-off, de een na langste play-off uit de geschiedenis van de PGA Tour. Hij kwam dit jaar in de top-100 van de wereldranglijst.

### Gewonnen
- 2010: Shinhan Donghae Open
- 2012: Mayakoba Golf Classic

## Trivia
De langste play-off van de Europese Tour was negen holes. Deze werd in 1989 op de Kennemer Golf & Country Club gespeeld tussen Roger Chapman, Ronan Rafferty en José María Olazabal.